# Rerafinacja olejów odpadowych
Rerafinacja – proces prowadzony w instalacji umożliwiającej regenerację olejów przepracowanych. 
Konieczne jest usunięcie zanieczyszczeń, produktów utleniania i dodatków zawartych w tych olejach, przy czym udział uzyskanego w procesie regeneracji komponentu służącego do wytwarzania olejów smarowych nie może być mniejszy niż 30%. W świetle wymagań ochrony środowiska rerafinacja jest najlepszym sposobem zagospodarowania przepracowanych olejów smarowych. Za wyborem tego procesu przemawia także oszczędność energii. Do wytwarzania 1 tony bazowego oleju smarowego z ropy naftowej zużywa się taką ilość energii, jaką uzyskałoby się, spalając około 300 kg oleju opałowego. Rerafinacja olejów przepracowanych przebiega w trzech etapach:
- Oczyszczanie wstępne

Oleje przepracowane składowane są w zbiornikach, gdzie poddawane są procesowi oczyszczania przez dekantację. 
- Proces destylacji

Przebiega w dwóch etapach. W pierwszym oleje zostają poddane wstępnej destylacji próżniowej w celu usunięcia wody i frakcji najbardziej lotnych. Po wstępnej destylacji olej odwodniony kierowany jest do zbiornika buforowego, gdzie następuje dekantacja części zmydlonych lub flokulowanych. W drugim etapie strumień oleju odwodnionego zostaje skierowany do odasfaltowania cieplnego i destylacji frakcyjnej. Destylacja ta oddziela fazę lekką od fazy ciężkiej, która zawiera wysokocząsteczkowe polimery oraz metale. 
- Rafinacja destylatów wodorem

Pozwala uzyskać komponenty paliwowe oraz smarowe oleje bazowe o poziomie jakościowym nie gorszym od surowców otrzymywanych z przerobu ropy naftowej. W pierwszym etapie rafinacji zachodzi adsorpcja metali i odmetalizowanie surowca. Następnie na specjalnym katalizatorze hydrorafinacji zachodzi uwodornienie. Rafinacja obniża również zawartość siarki w destylatach.
Oleje odpadowe, ze względu na dużą wartość energetyczną, chętnie są stosowane jako paliwo kotłowe, bez żadnej obróbki.